# Villaverde y Pasaconsol
Villaverde y Pasaconsol es un municipio español de la provincia de Cuenca, en la comunidad autónoma de Castilla-La Mancha. El término municipal tiene una población de 321 habitantes (INE 2024).

## Historia
Hacia mediados del siglo XIX, el lugar, por entonces ya con ayuntamiento propio del que formaba parte también el caserío de Palconsol, tenía contabilizada una población de 273 habitantes. La localidad aparece descrita en el decimosexto volumen del Diccionario geográfico-estadístico-histórico de España y sus posesiones de Ultramar de Pascual Madoz de la siguiente manera:

VILLAVERDE: l. con ayunt. en la prov. y dióc. de Cuenca (6 leg.), part. jud. de San Clemente (8), aud. terr. de Albacete (18) y c. g. de Castilla la Nueva (Madrid (21): sit. sobre una pequeña altura á 1/2 leg. del Júcar; su clima es templado, bien ventilado y propenso á catarros y pulmonías. Consta de 30 casas de pobre construccion; para surtido del vecindario hay una fuente de buenas aguas fuera de la pobl.; la igl. parr., á la que está agregado el cas. de Pasaconsol, está servida por un cura de entrada y de provision del ordinario. El térm. confina por N. con el de Albaladejo del Cuende; E. y S. Valverde, y O. Olivares; en su jurisd. se halla el cast. citado. El terreno es desigual y medianamente productivo, le cruza el r. Júcar; para surtido de leña tiene un pequeño monte de carrascal. Los caminos son locales y malos. La correspondencia se recibe de Valverde. prod.: trigo, centeno, cebada, avena y guijas; se cria ganado lanar; caza de liebres, perdices y conejos, y pesca de barbos y truchas. ind.: la agrícola. comercio: la venta de granos y la importacion de algunos art. de primera necesidad. pobl.: 68 vec., 273 alm. cap. prod.: 627,380 rs. imp.: 31,369. El presupuesto municipal asciende á 400 rs., y se cubre por reparto vecinal.
(Madoz, 1850, p. 295)

## Demografía
Villaverde y Pasaconsol cuenta con una población de 321 habitantes (INE 2024).
| Gráfica de evolución demográfica de Villaverde y Pasaconsol entre 1842 y 2021                                                                                                 |
| |
| Población de derecho según los censos de población del INE Población de hecho según los censos de población del INEEn este censo se denominaba Villaverde y Pasa-consol: 1842 |

| 1991 |  | 1996 |  | 2001 |  | 2013 |
| ---- |  | ---- |  | ---- |  | ---- |
| 435  |  | 442  |  | 414  |  | 346  |

## Política

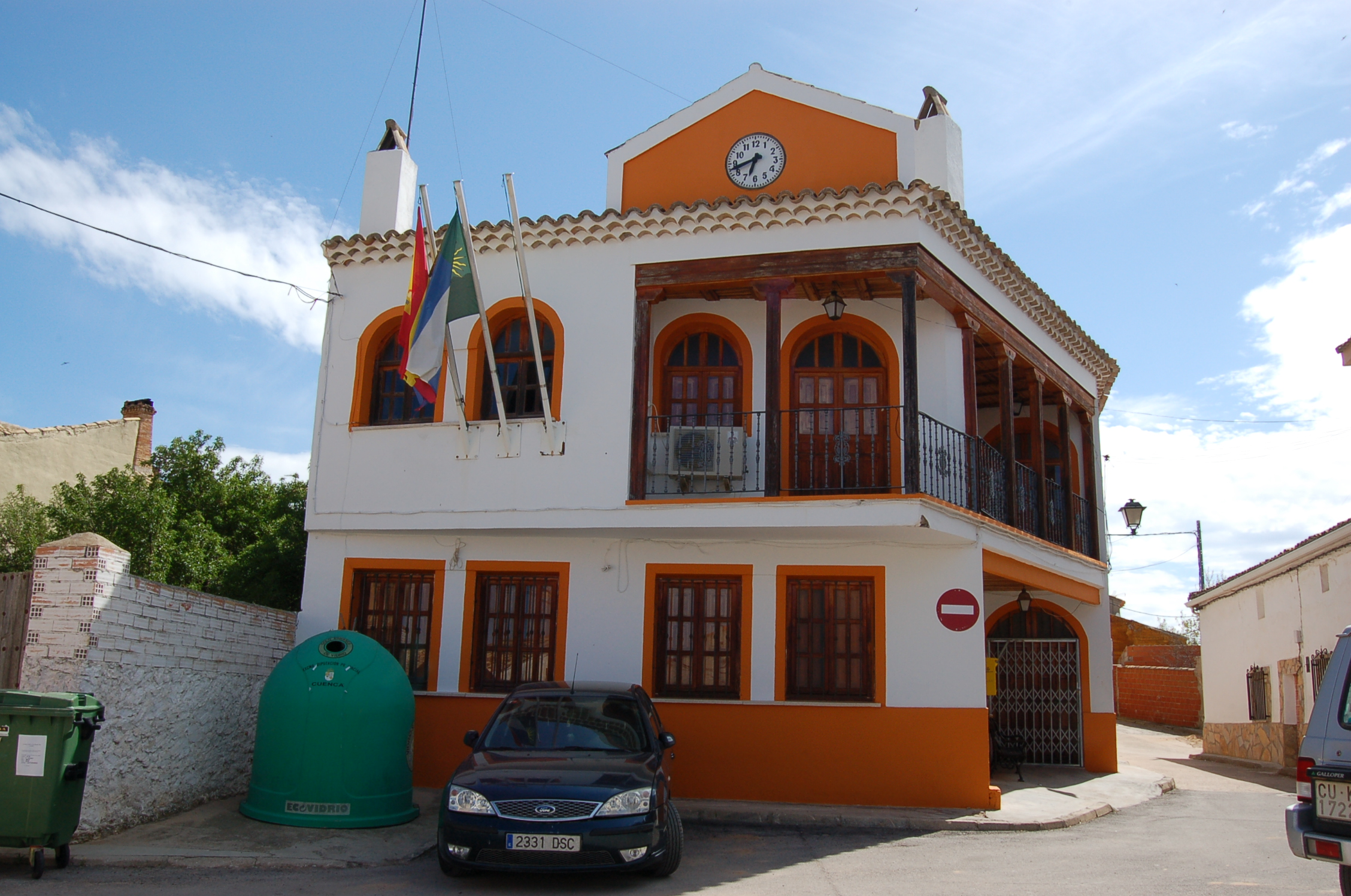
Casa consistorial

Los resultados en Villaverde y Pasaconsol de las elecciones municipales celebradas en mayo de 2011 fueron:
| Elecciones Municipales - Villaverde y Pasaconsol (2015) |       |          |            |
| Partido político                                        | Votos | %Válidos | Concejales |
| Partido Popular (PP)                                    | 226   | 88,63 %  | 7          |
| Partido Socialista Obrero Español (PSOE)                | 26    | 10,20 %  | 0          |